# あんりある♡パラダイス
「あんりある♡パラダイス」は、栗林みな実の21枚目のシングル。2009年10月21日にLantisから発売された。

## 概要
「あんりある♡パラダイス」は、TBS系アニメ『けんぷファー』のオープニングテーマ。ジャケットには、瀬能ナツル、美島紅音、近堂水琴、沙倉楓、三郷雫、西乃ますみのイラストが描かれている。

## 収録曲
全作詞・作曲：栗林みな実
1. あんりある♡パラダイス [4:20]
編曲：飯塚昌明
2. 静寂の腕輪 [5:14]
編曲：虹音
3. あんりある♡パラダイス (off vocal)
4. 静寂の腕輪 (off vocal)

## 収録アルバム
| 曲名                  | 収録アルバム      | 発売日        | 備考                  |
| --------------------- | ----------------- | ------------- | --------------------- |
| あんりある♡パラダイス | 『mind touch』    | 2010年4月21日 | 5thオリジナルアルバム |
| あんりある♡パラダイス | 『stories』       | 2011年8月3日  | ベストアルバム        |
| 静寂の腕輪            | 『miracle fruit』 | 2011年3月9日  | 6thオリジナルアルバム |